# Coppa del Brasile 1989
La Coppa del Brasile 1989 (ufficialmente in portoghese Copa do Brasil 1989) è stata la 1ª edizione della Coppa del Brasile.

## Formula
Partite a eliminazione diretta con gare di andata e ritorno. In caso di pareggio nei tempi regolamentari, passa la squadra che ha realizzato il maggior numero di gol fuori casa. Nel caso non sia possibile determinare un vincitore con la regola dei gol fuori casa, sono previsti i tiri di rigore.

## Partecipanti
| Stato               | Squadra (Città)                   | Motivo qualificazione                                  |
| ------------------- | --------------------------------- | ------------------------------------------------------ |
| Alagoas             | CSA (Maceió)                      | Vincitore del Campionato Alagoano 1988                 |
| Amazonas            | Rio Negro (Manaus)                | Vincitore del Campionato Amazonense 1988               |
| Bahia               | Bahia (Salvador)                  | Vincitore del Campionato Baiano 1988                   |
| Bahia               | Vitória (Salvador)                | 2° nel Campionato Baiano 1988                          |
| Ceará               | Ferroviário-CE (Fortaleza)        | Vincitore del Campionato Cearense 1988                 |
| Ceará               | Fortaleza (Fortaleza)             | 2° nel Campionato Cearense 1988                        |
| Distretto Federale  | Tiradentes-DF (Ceilândia)         | Vincitore del Campionato Brasiliense 1988              |
| Espírito Santo      | Ibiraçu (Ibiraçu)                 | Vincitore del Campionato Capixaba 1988                 |
| Goiás               | Atl. Goianiense (Goiânia)         | Vincitore del Campionato Goiano 1988                   |
| Goiás               | Goiás (Goiânia)                   | 2° nel Campionato Goiano 1988                          |
| Maranhão            | Sampaio Corrêa (São Luís)         | Vincitore del Campionato Maranhense 1988               |
| Mato Grosso         | Mixto (Cuiabá)                    | Vincitore del Campionato Matogrossense 1988            |
| Mato Grosso do Sul  | Operário-MS (Campo Grande)        | Vincitore del Campionato Sul-Matogrossense 1988        |
| Minas Gerais        | Atlético Mineiro (Belo Horizonte) | Vincitore del Campionato Mineiro 1988                  |
| Minas Gerais        | Cruzeiro (Belo Horizonte)         | 2° nel Campionato Mineiro 1988                         |
| Pará                | Paysandu (Belém)                  | Squadra indicata dalla Federazione calcistica Paraense |
| Paraíba             | Botafogo-PB (João Pessoa)         | Vincitore del Campionato Paraibano 1988                |
| Paraná              | Athl. Paranaense (Curitiba)       | Vincitore del Campionato Paranaense 1988               |
| Paraná              | Pinheiros (Curitiba)              | 2° nel Campionato Paranaense 1988                      |
| Pernambuco          | Sport Recife (Recife)             | Vincitore del Campionato Pernambucano 1988             |
| Pernambuco          | Náutico (Recife)                  | 2° nel Campionato Pernambucano 1988                    |
| Piauí               | Flamengo-PI (Teresina)            | Vincitore del Campionato Piauiense 1988                |
| Rio de Janeiro      | Vasco da Gama (Rio de Janeiro)    | Vincitore del Campionato Carioca 1988                  |
| Rio de Janeiro      | Flamengo (Rio de Janeiro)         | 2° nel Campionato Carioca 1988                         |
| Rio Grande do Norte | América-RN (Natal)                | Vincitore del Campionato Potiguar 1988                 |
| Rio Grande do Sul   | Grêmio (Porto Alegre)             | Vincitore del Campionato Gaúcho 1988                   |
| Rio Grande do Sul   | Internacional (Porto Alegre)      | 2° nel Campionato Gaúcho 1988                          |
| San Paolo           | Corinthians (San Paolo)           | Vincitore del Campionato Paulista 1988                 |
| San Paolo           | Guarani (Campinas)                | 2° nel Campionato Paulista 1988                        |
| Santa Catarina      | Avaí (Florianópolis)              | Vincitore del Campionato Catarinense 1988              |
| Santa Catarina      | Blumenau (Blumenau)               | 2° nel Campionato Catarinense 1988                     |
| Sergipe             | Confiança (Aracaju)               | Vincitore del Campionato Sergipano 1988                |

## Risultati

### Sedicesimi di finale
Andata 19 luglio 1989, ritorno 22 luglio 1989.
| Squadra 1      | Totale  | Squadra 2        | Andata | Ritorno |
| -------------- | ------- | ---------------- | ------ | ------- |
| Flamengo       | 4-1     | Paysandu         | 2-0    | 2-1     |
| Rio Negro      | 2-3     | Vasco da Gama    | 1-1    | 1-2     |
| Vitória        | 2-1     | Avaí             | 2-0    | 0-1     |
| Guarani        | 4-2     | Flamengo-PI      | 3-1    | 1-1     |
| Fortaleza      | 0-1     | Sport Recife     | 0-0    | 0-1     |
| América-RN     | 0-10    | Atlético Mineiro | 0-3    | 0-7     |
| Náutico        | 1-0     | Athl. Paranaense | 1-0    | 0-0     |
| Internacional  | 2-0     | CSA              | 0-0    | 2-0     |
| Goiás          | 4-1     | Ferroviário-CE   | 1-0    | 3-1     |
| Blumenau       | 2-1     | Operário-MS      | 1-1    | 1-0     |
| Sampaio Corrêa | 3-3 gfc | Corinthians      | 3-2    | 0-1     |
| Tiradentes-DF  | 1-0     | Atl. Goianiense  | 1-0    | 0-0     |
| Ibiraçu        | 0-7     | Grêmio           | 0-1    | 0-6     |
| Pinheiros      | 1-3     | Mixto            | 0-1    | 1-2     |
| Cruzeiro       | gfc 1-1 | Botafogo-PB      | 0-0    | 1-1     |
| Confiança      | 0-2     | Bahia            | 0-1    | 0-1     |

### Ottavi di finale
Andata 26 luglio 1989, ritorno 29 luglio 1989.
| Squadra 1     | Totale | Squadra 2        | Andata | Ritorno |
| ------------- | ------ | ---------------- | ------ | ------- |
| Vitória       | 2-1    | Vasco da Gama    | 0-0    | 2-1     |
| Guarani       | 1-2    | Sport Recife     | 1-1    | 0-1     |
| Náutico       | 1-4    | Atlético Mineiro | 1-1    | 0-3     |
| Internacional | 0-4    | Goiás            | 0-0    | 0-4     |
| Blumenau      | 2-6    | Flamengo         | 1-3    | 1-3     |
| Mixto         | 0-5    | Grêmio           | 0-5    | -       |
| Cruzeiro      | 1-2    | Bahia            | 1-0    | 0-2     |
| Corinthians   | 5-1    | Tiradentes-DF    | 5-0    | 0-1     |

### Quarti di finale
Andata 5 agosto 1989, ritorno 12 agosto 1989.
| Squadra 1 | Totale  | Squadra 2        | Andata | Ritorno |
| --------- | ------- | ---------------- | ------ | ------- |
| Flamengo  | gfc 4-4 | Corinthians      | 2-0    | 2-4     |
| Vitória   | 1-2     | Sport Recife     | 1-0    | 0-2     |
| Goiás     | 3-2     | Atlético Mineiro | 3-0    | 0-2     |
| Bahia     | 0-3     | Grêmio           | 0-2    | 0-1     |

### Semifinali
Andata 16 agosto 1989, ritorno 19 agosto 1989.
| Squadra 1 | Totale  | Squadra 2    | Andata | Ritorno |
| --------- | ------- | ------------ | ------ | ------- |
| Goiás     | 2-2 gfc | Sport Recife | 2-1    | 0-1     |
| Flamengo  | 3-8     | Grêmio       | 2-2    | 1-6     |

### Finale

#### Andata
| Arbitro: | Aragão |

| |            | |
| · Rafael P · Betão D · Márcio Alcântara D · Aílton D · Airton D · Rogério C · Lopes C · Joécio C · André A · Barbosa A · Marcus Vinícius A · Ismael A · Edson A | Formazioni | · P Mazarópi · D Alfinete · D Luís Eduardo · D Edinho · D Hélcio · C André · C Lino · C Cuca · C Assis · A Almir · A Nando · C Darci · A Paulo Egídio |
| Nereu Pinheiro | Allenatori | Cláudio Duarte |

#### Ritorno
| Arbitro: | Aragão |

| |            | |
| Assis 9’ Cuca 52’ | Marcatori  | 31’ (aut.) Mazarópi |
| · Mazarópi P · Alfinete D · Transante D · Luís Eduardo D · Edinho D · Hélcio D · Jandir C · Lino C · Cuca C · Assis C · Nando A · Almir A · Paulo Egídio A | Formazioni | · P Rafael · D Betão 90’ · D Márcio Alcântara · D Aílton · D Airton · C Rogério · C André · C Lopes · C Edinho · C Joécio · A Marcus Vinícius · A Barbosa · A Edson |
| Cláudio Duarte | Allenatori | Nereu Pinheiro |

Grêmio vincitore della Coppa del Brasile 1989 e qualificato per la Coppa Libertadores 1990.

## Classifica marcatori
| Pos. | Giocatore    | Squadra          | Gol |
| ---- | ------------ | ---------------- | --- |
| 1    | Gérson       | Atlético Mineiro | 7   |
| 2    | Cuca         | Grêmio           | 6   |
| 3    | Paulo Egídio | Grêmio           | 5   |
| 4    | Alcindo      | Flamengo         | 4   |
| 4    | Nando        | Flamengo         | 4   |
| 4    | Neto         | Corinthians      | 4   |